# Regionalligaen
Regionalligaen er den 4. øverste række i tysk fodbold og er delt op i Regionalliga Südwest, Bayern, Nord, Nordost og West. Hvis man rykker ned fra Regionalligaen kommer man i Oberligaen, hvis man rykker op kommer man i 3. Liga.
| Fodbold | Spire Denne artikel om en fodboldturnering er en spire som bør udbygges. Du er velkommen til at hjælpe Wikipedia ved at udvide den. |